# The Observatory (Zeitschrift)
The Observatory ist eine englische Zeitschrift über Astronomie, die seit dem Jahr 1887 regelmäßig erscheint, gegenwärtig alle zwei Monate.
Wenngleich sie nicht von der Royal Astronomical Society herausgegeben wird, werden darin Berichte über deren Meetings publiziert. Des Weiteren werden umfangreiche Buchkritiken und eine „Here and There“-Rubrik veröffentlicht, die eine Sammlung von Druck- und Ausdrucksfehlern von astronomischem Belang ist.
Gründer und erster Herausgeber (1877–1882) war William Christie, seinerzeit erster Assistent des Royal Observatory und später Astronomer Royal.